# Opel Movano
Opel Movano (укр. Опель Мовано) — мікроавтобуси, які випускає компанія Opel з 1998 року.
Існують такі покоління Opel Movano:
- Opel Movano 1 (1998-2010)
- Opel Movano 2 (2010-2021)
- Opel Movano 3 (2021-наш час)

## Opel Movano A (1998-2010)

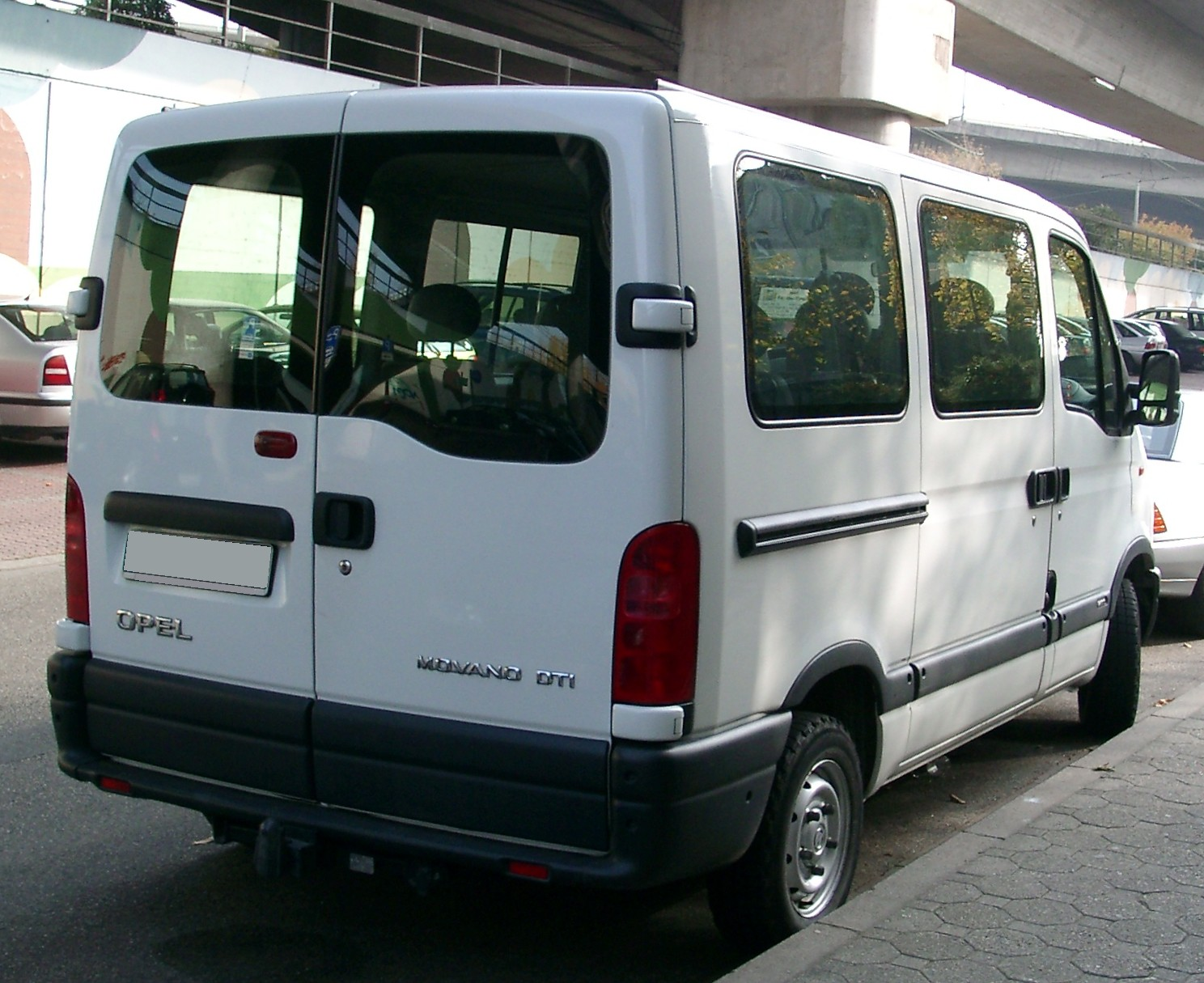
Opel Movano 1 (1998-2003)

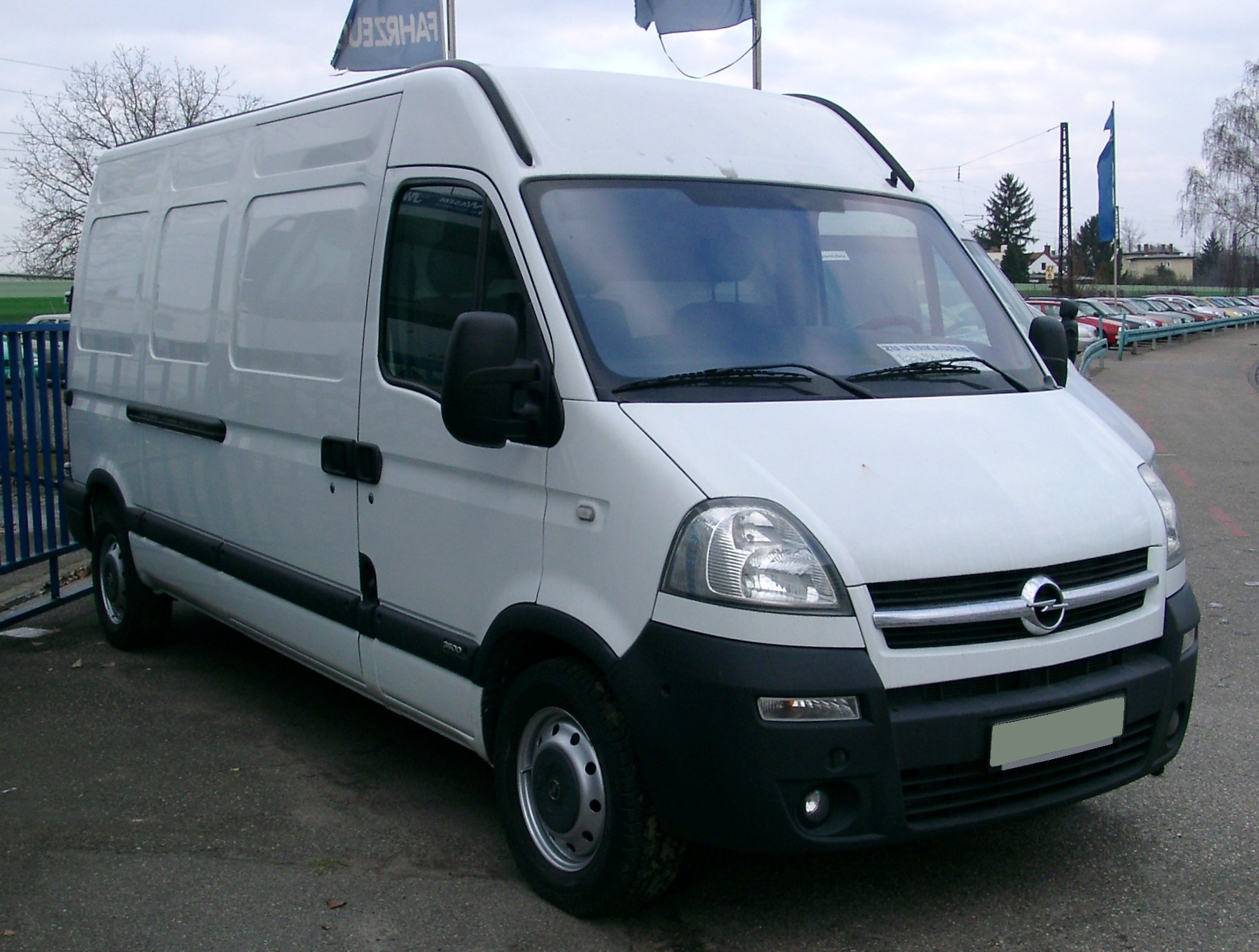
Opel Movano 1 (2003-2010)

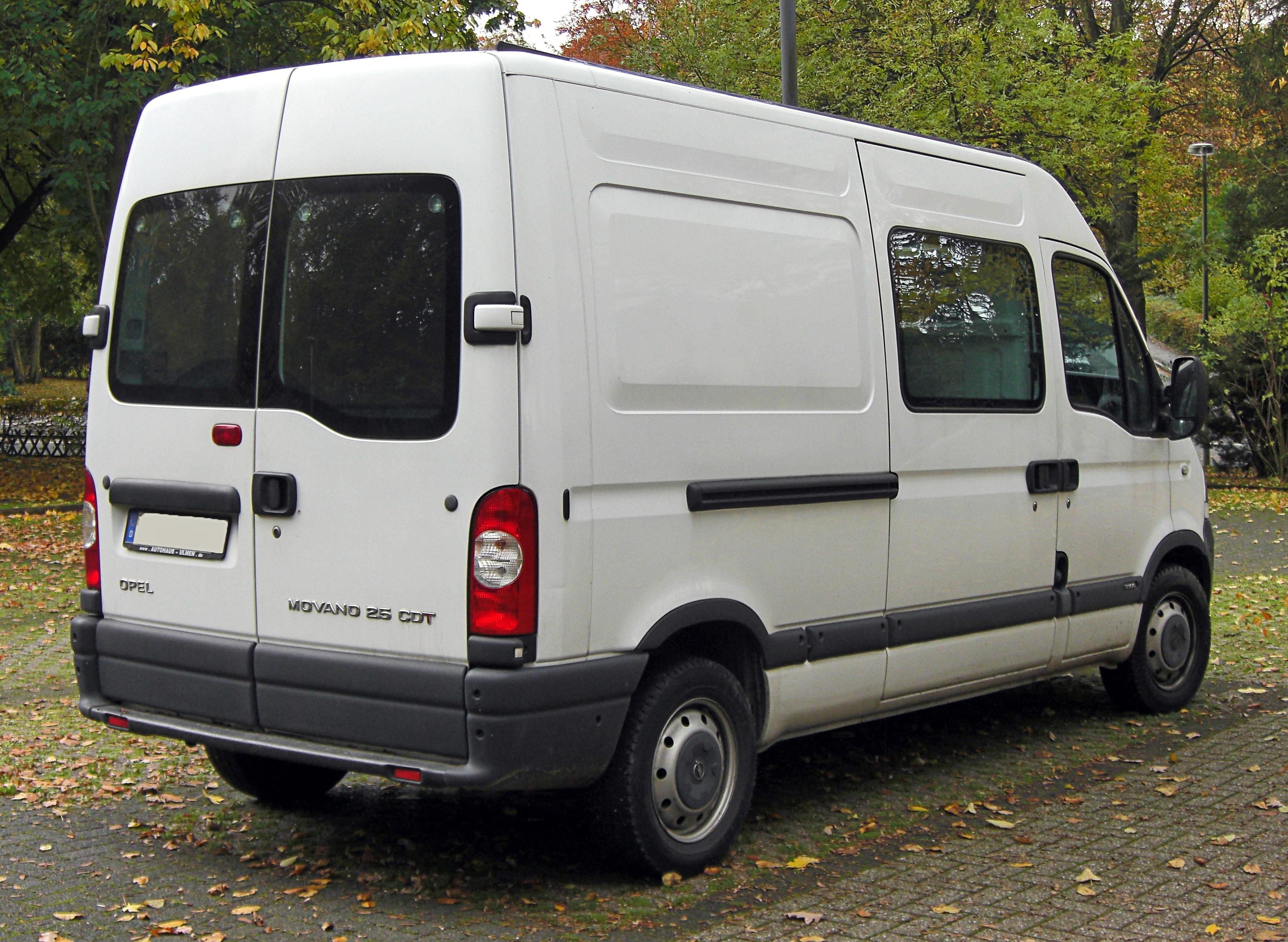
Opel Movano 1 (2003-2010)

В 1998 року представлено Opel Movano першого покоління. Movano з'явилося на ринку як спільний проєкт з компанією Renault.
Восени 2003 року модель модернізували, змінивши зовнішній вигляд.
Opel Movano  існували в різних конфігураціях, часто служили основою для автомобілів швидкої допомоги.

### Двигуни
- Дизельні

| Двигун  | Виробник    | Робочий об'єм см³ | Потужність к.с. (кВт) при об/хв | Крутний момент Нм при об/хв | Розміщення і кількість циліндрів | ГРМ/ кількість клапанів |
| ------- | ----------- | ----------------- | ------------------------------- | --------------------------- | -------------------------------- | ----------------------- |
| 1,9 dTi | Renault     | 1870              | 80 (59)/3500                    | 170/2000                    | R4                               | OHC/8                   |
| 1,9 dCi | Renault     | 1870              | 82 (60)/3500                    | 200/2000                    | R4                               | OHC/8                   |
| 2,2 dCi | Renault     | 2188              | 90 (66)/3650                    | 260/1750                    | R4                               | DOHC/16                 |
| 2,5 D   | Iveco Sofim | 2499              | 80 (59)/4000                    | 155/2200                    | R4                               | OHC/8                   |
| 2,8 dTi | Iveco Sofim | 2799              | 115 (84)/3600                   | 260/1800                    | R4                               | OHC/8                   |
| 2,5 dCi | Renault     | 2464              | 100 (74)/3500                   | 260/1500                    | R4                               | DOHC/16                 |
| 2,5 dCi | Renault     | 2464              | 115 (84)/3500                   | 290/1600                    | R4                               | DOHC/16                 |
| 2,5 dCi | Renault     | 2464              | 120 (88)/3500                   | 300/1500                    | R4                               | DOHC/16                 |
| 2,5 dCi | Renault     | 2464              | 145 (107)/3500                  | 320/1500                    | R4                               | DOHC/16                 |
| 3,0 dCi | Nissan      | 2953              | 136 (100)/3600                  | 320/1800                    | R4                               | DOHC/16                 |

## Opel Movano B (2010-2021)

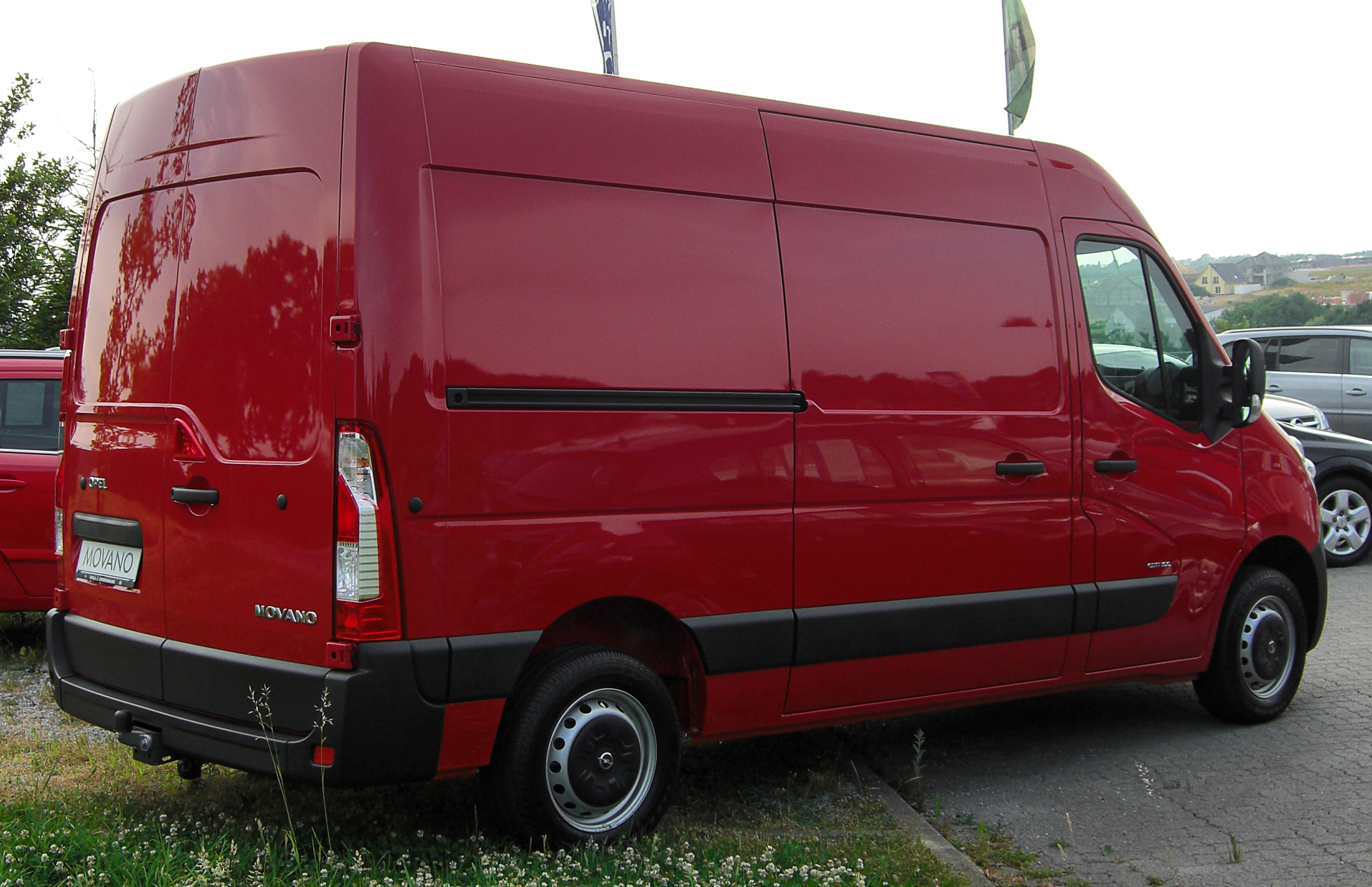
Opel Movano B

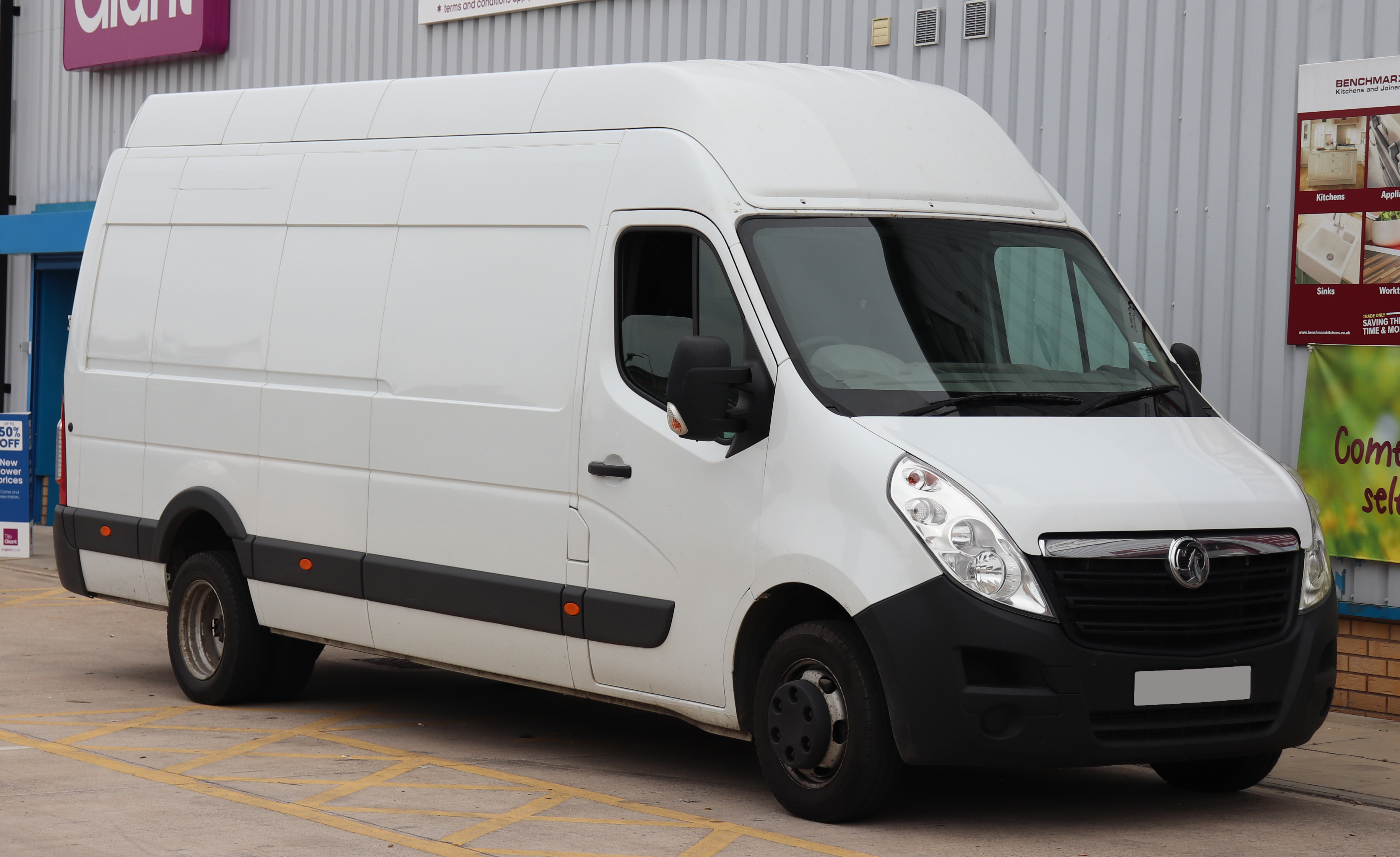
Vauxhall Movano R3500 L4H3

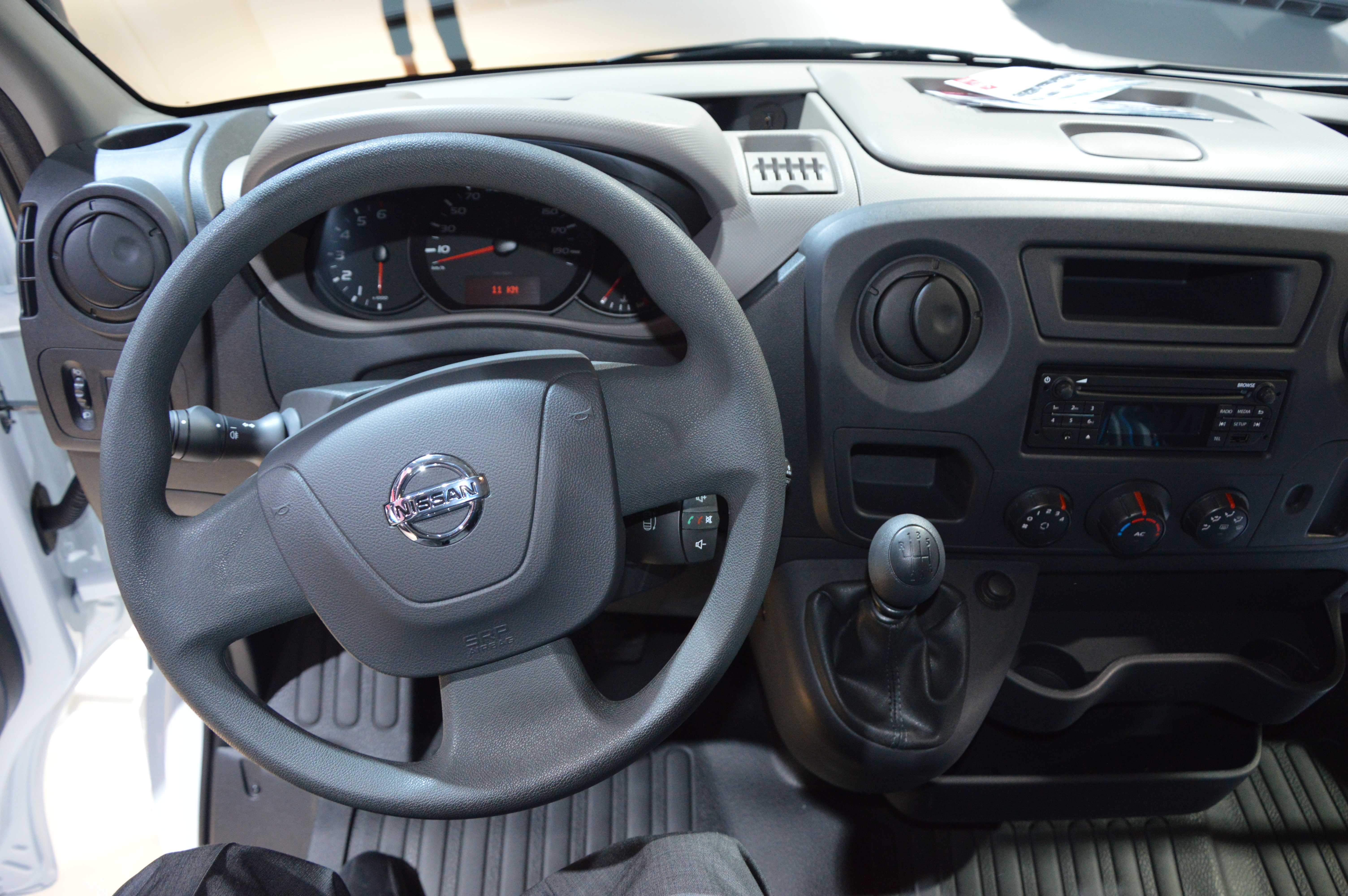

Opel Movano другого покоління представлений  в 2010 році, автомобіль комплектується сучасними дизельними двигунами 2,3 CDTI різної потужності, які відповідають вимогам ЄВРО 4 або ЄВРО 5, коробка передач - 6-ступінчаста, механічна. В залежності від версії виконання, привід може бути або переднім або заднім, на вибір пропонується великий вибір варіантів кузова.  
Існують 4 варіанти бази моделі: L1, L2, L3 і L4 та 3 варіанти висоти кузова H1, H2 і H3. Залежно від вимог, потенційний покупець може підібрати саме той варіант, який найбільше підходить: або більш комфортабельний, короткобазний або довгобазний з підвищеною вантажопідйомністю. Салон Opel Movano наділений максимально можливим рівнем комфорту для водія і пасажирів в даному класі. Також варто відзначити хорошу шумоізоляцію пасажирського відсіку.
У Європі Movano доступний в 6 комплектаціях, до яких за бажанням можна додати пакети додаткового обладнання, що відповідає за безпеку, зовнішній вигляд фургона і рівень комфорту.

### Двигуни
- Дизельні[2]

| Двигун   | Виробник | Робочий об'єм см³ | Потужність к.с. (кВт) при об/хв | Крутний момент Нм при об/хв | Розміщення і кількість циліндрів | ГРМ/ кількість клапанів |
| -------- | -------- | ----------------- | ------------------------------- | --------------------------- | -------------------------------- | ----------------------- |
| 2,3 CDTI | Opel     | 2298              | 100 (74)/3500                   | 285/1250-2000               | Р4                               | DOHC/16                 |
| 2,3 CDTI | Opel     | 2298              | 125 (92)/3500                   | 310/1250-2500               | Р4                               | DOHC/16                 |
| 2,3 CDTI | Opel     | 2298              | 146 (107)/3500                  | 350/1500-2750               | Р4                               | DOHC/16                 |
| 2,3 CDTI | Renault  | 2298              | 170 (125)/3500                  | 380/1500-2750               | Р4                               | DOHC/16                 |

## Opel Movano C (з 2021)

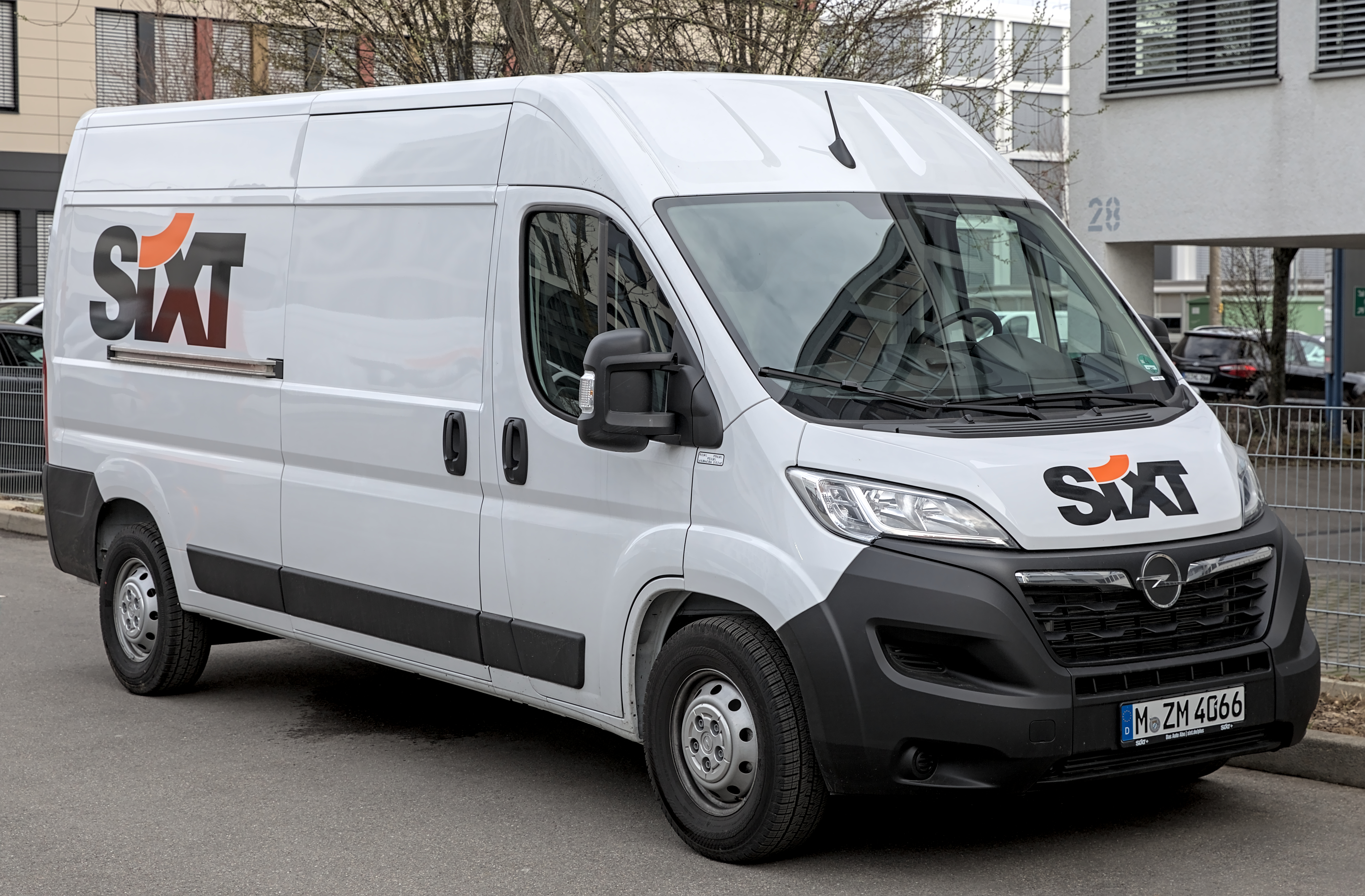
Opel Movano C (2021–2023)

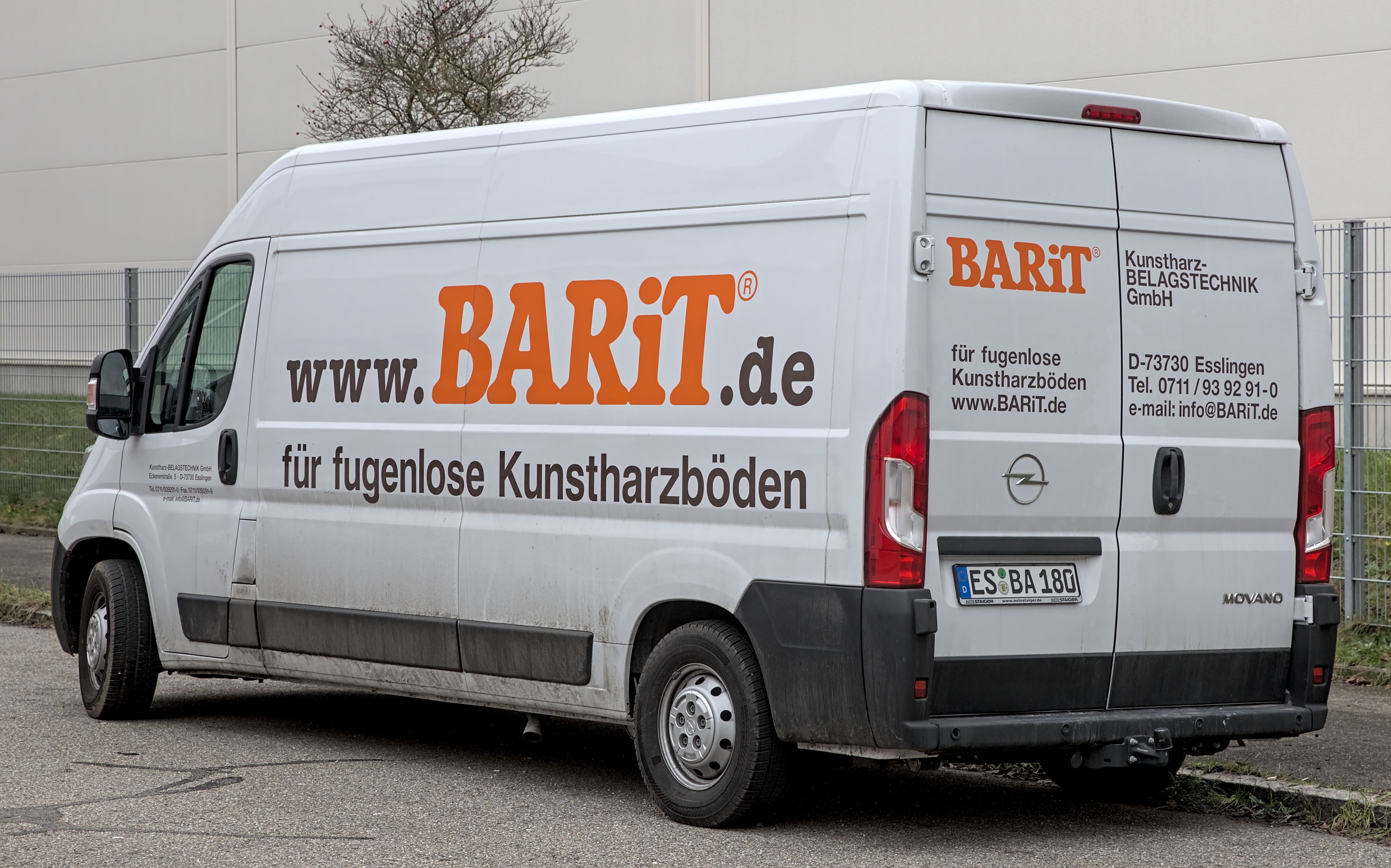

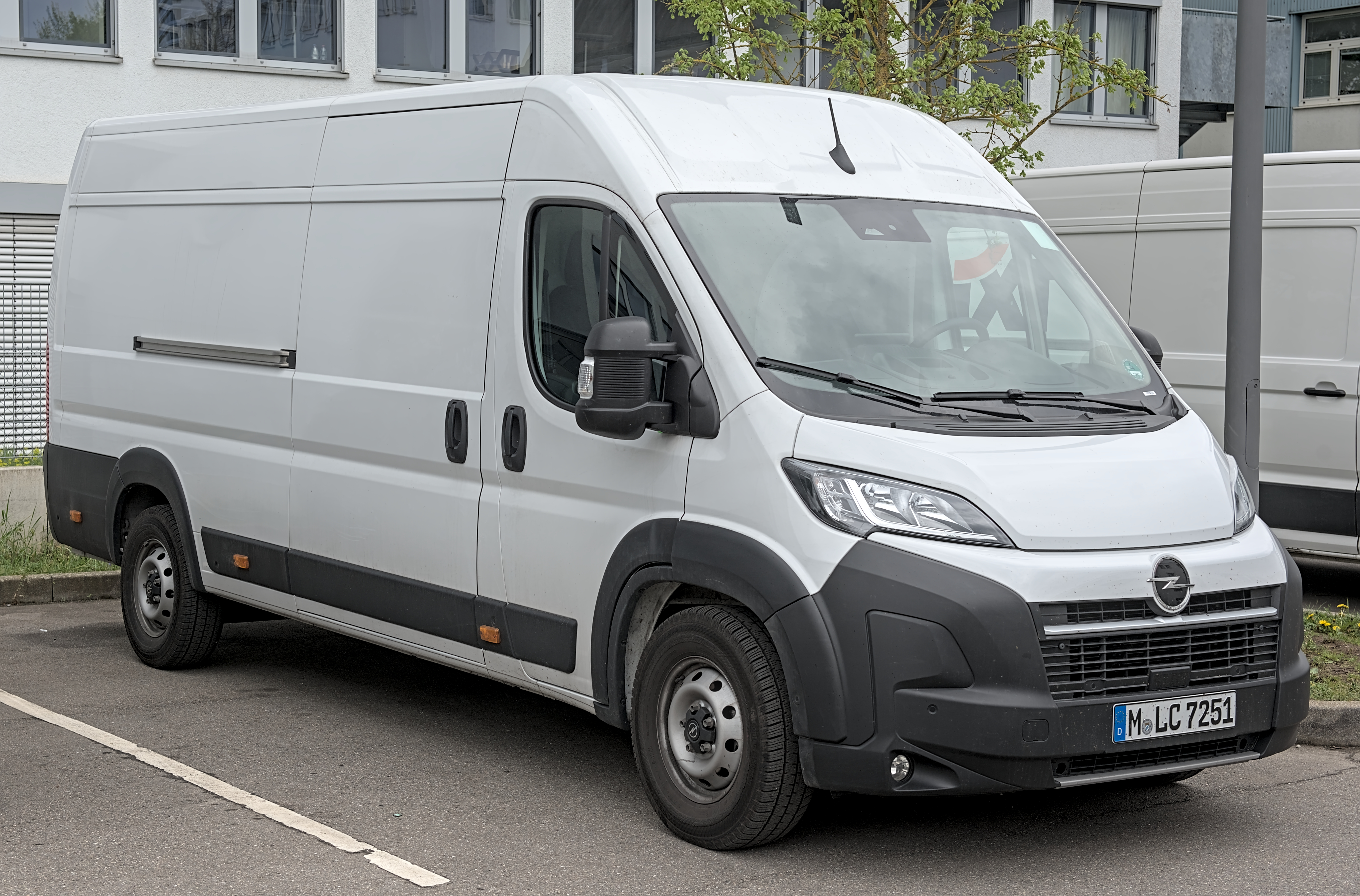
Opel Movano C (з 2023)

У січні 2021 року Groupe PSA, яка також володіє Opel і Fiat Chrysler Automobiles, об’єдналися, утворивши Stellantis Group. Оскільки Fiat вже мав у своєму асортименті транспортер Ducato/Jumper/Boxer разом із Citroën і Peugeot, було сенс у майбутньому продавати його як Movano. Нарешті, у травні 2021 року Opel представив новий Movano, який вперше доступний з акумуляторним електричним приводом як Opel Movano-e.